# Ондська ГЕС
Ондська ГЕС — гідроелектростанція у Карелії. Знаходячись перед Палакоргською ГЕС (30 МВт), становить верхній ступінь каскаду на річці Виг, яка впадає до Онезької затоки Білого моря. 
На початку 1930-х під час спорудження Біломорсько-Балтійського каналу на річці Виг звели бетонну Надвоїцьку греблю (гребля №21). Разом із земляною спорудою (гребля №22) вона підняла рівень води у Вигозері на 7 метрів. За кілька років по тому узялись за створення гідроенергетичної схеми, котра б використовувала тільки що зазначені об’єкти. Для цього ліву притоку Вигу річку Онда перекрили бетонною гравітаційною греблею висотою 37 метрів та довжиною 513 метрів, яка утворила Одндське водосховище, з’єднане з Вигозером за допомогою каналу довжиною 2,1 км. Два сховища, експлуатовані як єдиний резервуар, мають площу поверхні 1271 км2 та об’єм 6,5 млрд м3 (корисний об’єм 1,2 млрд м3).   
Ліворуч від греблі проклали підвідний канал довжиною 0,4 км, перекритий на завершенні русловим машинним залом. Основне обладнання станції становлять чотири  турбіни типу Каплан потужністю по 20 МВт. Вони використовують напір у 26 метрів та забезпечують виробництво 346 млн кВт-год електроенергії на рік.
Відпрацьована вода повертається у річку по відвідному каналу довжиною 0,8 км.
Видача продукції відбувається по ЛЕП, розрахованим на роботу під напругою 330 кВ, 220 кВ та 110 кВ.
Під час реалізації проекту Ондської ГЕС використали 185 тис м3 бетону, провели екскавацію 2,1 млн м3 ґрунту та 0,52 млн м3 скельних порід, а також здійснили відсипку 2,3 млн м3 матеріалу.